# Soest (Țările de Jos)
Soest  este o comună și o localitate în provincia Utrecht, Țările de Jos. 

## Localități componente
Soest, Soestduinen, Soestdijk, Soesterberg.

## Orașe înfrățite
- Soest, Germania